# Isabel Alfaro
Isabel Alfaro, coniugata Stuht (23 dicembre 1921 – Mansfield, 8 agosto 2009), è stata una cestista messicana.

## Carriera
Con il Messico ha preso parte ai Campionati del mondo del 1953, segnando 42 punti in 5 partite.